# Toxandria

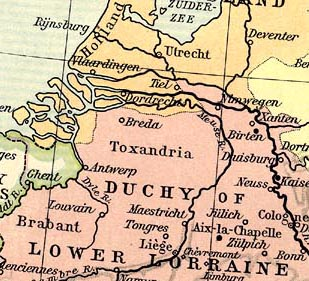
La Toxandria in una mappa dell'Europa centrale (919-1125)

Toxandria è il nome classico di una regione compresa tra i fiumi Mosa e Schelda nei Paesi Bassi ed in Belgio.
Il nome viene a volte modificato in Taxandria.

## Storia
I Franchi Sali che si insediarono nella regione nel IV secolo divennero noti col nome di Toxandri. Queste tribù diedero vita alla dinastia Merovingia che arrivò a dominare l'odierna Francia.
A partire dal I secolo numerose tribù germaniche originarie della Scandinavia iniziarono a migrare occupando vaste aree di Europa centrale ed occidentale.
A causa delle continue razzie, queste tribù si dividevano a loro volta in clan che si spostavano autonomamente. A metà del III secolo due membri della confederazione nota come Franchi, i Sali ed i Ripuari, iniziarono a penetrare nelle frontiere dell'impero romano nei pressi di Magonza, ma vennero fatti retrocedere dall'imperatore Probo. Nonostante la temporanea sconfitta, tornarono all'attacco contro i romani conquistandosi una proposta di pace da parte dell'imperatore Giuliano. Il trattato prevedeva il passaggio della Toxandria sotto al controllo dei Sali, in cambio di un'alleanza e di una fornitura di truppe militari. Questo fatto cambiò lingua e legge dei Sali, portando nel VI secolo alla nascita della legge salica scritta in lingua latina. I Ripuari si insediarono in una striscia di terra stretta tra il Reno e la Mosa e, come altre tribù nomadi, non strinsero mai alleanze durature con i Sali di Toxandria.
Negli anni seguenti i Toxandri smisero di girovagare da un posto all'altro, ma iniziarono ad espandere all'esterno il proprio dominio. In poco tempo i Romani si ritrovarono di nuovo sotto attacco, con in più la presenza di un capo forte come Meroveo, che diede il nome alla successiva dinastia dei Merovingi. Il figlio, Childerico I, strinse altri patti tesi ad espandere il territorio controllato, aiutando i Romani a cacciare numerosi invasori nei pressi di Orléans ed Angers. Il figlio di Childerico, Clodoveo I, grazie alla sua forza in combattimento, prese il controllo di parte dell'attuale Germania, ponendo le basi di quella che oggi è conosciuta come Francia.